# Reynolds, Indiana
Reynolds är en ort i White County i delstaten Indiana, USA.